# Camponotus sericeiventris
Camponotus sericeiventris é uma espécie de inseto do gênero Camponotus, pertencente à família Formicidae . A C. sericeiventris, conhecida como formiga-dourada, faz parte do grupo das formigas carpinteiras, ocorrendo em diversos ambientes da região neotropical. Mantém colônias muito populosas com ninhos em grandes árvores vivas ou mortas.

## Descrição
Operárias
Cabeça com lados bastante retos, sem bochechas inchadas; sub-opacos, exceto os lados e a superfície gular que são avermelhados e brilhantes, mas cobertos com pequenas punções;  Funiculus antenais de cor marrom escuro. Limite superior de pecíolo afiado, inteiro e amplamente arredondado, anguloso nos lados. A pubescência apimentada não é muito abundante e não esconde completamente o integumento na cabeça, meso e epinotum, pecíolo e lados do pronotum. Pelos bastante longos, pretos, muitas vezes com pontas brancas; bordas posteriores de segmentos gástricos com pelos esbranquiçados ou amarelados.
Rainha
Cabeça menor e mais estreita do que as operáriaso taor, com cantos posteriores mais estreitos e lados menos convexos, quase tão largos na frente como arás. Cor e escultura semelhantes, mas em alguns espécimes, a metade anterior e os lados são vermelhos e longos. Epinotum com base curta, arredondada e declive longo inclinado. Pubescência e pilosidade semelhantes, curtas na cabeça e no tórax, ausentes na porção anterior do pronotum. Asas claramente acastanhadas, com veias castanhas amarradas com um marrom mais escuro.

## Subespécies
- Camponotus sericeiventris rex
- Camponotus sericeiventris holmgreni
- Camponotus sericeiventris sericeiventris
- Camponotus sericeiventris satrapus
- Camponotus sericeiventris pontifex
- Camponotus sericeiventris otoquensis

## Mimetismo
Hespenheide (1984) publicou sobre seu mimetismo, abordando que são descritas três novas espécies de zigopinas neotropicais: 
1. Cylindrocopturinus hainesi (do México);
2. Copturus mimeticus (do Brasil);
3. Copturus paschalis (da Costa Rica).

Os dois primeiros parecem imitar formigas do gênero Zacryptocerus e o último imita a formiga Camponotus sericeiventris. 